# برموسیکلوهگزان
برموسیکلوهگزان (به انگلیسی: Bromocyclohexane) با فرمول شیمیایی C۶H۱۱Br یک ترکیب شیمیایی با شناسه پاب‌کم ۷۹۶۰ است. که جرم مولی آن ۱۶۳٫۰۶ g/mol می‌باشد. شکل ظاهری این ترکیب، مایع بی‌رنگ است.